# Walter Trampler
Walter Trampler (München, 25 augustus 1915 - Port Joli (Nova Scotia), 27 september 1997) was een uit Duitsland afkomstige Amerikaanse altviolist en hoogleraar. In 1944 kreeg hij de Amerikaanse nationaliteit.

## Biografie
Trampler werd in 1915 geboren als de zoon van Johann Trampler, violist aan het Königliche Hoforchester, en diens echtgenote in München. Hij kreeg eerst vioolonderricht van zijn vader en debuteerde als zulks in 1933 met Ludwig van Beethovens vioolconcert. Later leerde hij altviool spelen en debuteerde hij in 1935 met Wolfgang Amadeus Mozarts Sinfonia concertante voor viool en altviool Es-Dur. Begin jaren 1930 studeerde hij bij Theodor Kilian aan de Staatlichen Akademie der Tonkunst, Hochschule für Musik in München. Van 1935 tot 1938 was hij solo-altviolist bij het orkest van de Deutschlandsender. Daar ontmoette hij Elly Ney, Ludwig Hoelscher en Max Strub. Trampler werd solistisch en kamermuzikaal werkzaam onder andere als lid van het Strub-Quartett (met Max Strub, Jost Raba en Ludwig Hoelscher). Hij was tijdens deze periode onder andere verantwoordelijk voor de première van het Concertino altviool en kamerorkest van Wolfgang Fortner.
In 1939 emigreerde hij uit solidariteit met zijn Joodse muziekcollega's via Frankrijk naar de Verenigde Staten. Van 1939 tot 1942 was hij kortstondig hoogleraar aan het Rollins College in Winter Park. In 1940/1941 ging hij werken aan het Berkshire Music Center (Tanglewood) in Lenox. Van 1942 tot 1944 werd hij door Serge Koussevitzky gehaald bij het Boston Symphony Orchestra. Als kamermuzikant speelde hij ook bij het Zimbler Sinfonietta. Tijdens de Tweede Wereldoorlog diende hij in het United States Army Medical Corps. Onder Leonard Bernstein werd hij in 1946 lid van het City Center Symphony and Opera Orchestra New York. Daarna wijdde hij zich versterkt aan de kamermuziek. In 1947 formeerde hij met Broadus Erle, Claus Adam en Matthew Raimondi het New Music Quartet, waarin hij speelde tot 1956. Van 1953 tot 1956 en in 1961/1962 was hij werkzaam bij het Aspen Music Festival in Colorado. Als gastmuzikant trad hij vanaf 1955 op met het Juilliard String Quartet, het Budapest String Quartet, het Guarneri String Quartet en het Beaux Arts Trio. Vanaf 1956 toerde hij door Europa. Van 1958 tot 1960 trad hij op bij het Casals Festival in San Juan. Bovendien gaf hij concerten aan de New School for Social Research en aan het Lincoln Center for the Performing Arts. Van 1969 tot 1994 was hij oprichtingslid van de Chamber Music Society of Lincoln Center.
Vanaf 1962 was hij professor voor altviool en kamermuziek aan de Juilliard School in New York. Bovendien werkte hij aan het Peabody Conservatory in Baltimore en aan de Yale University in New Haven, waar hij ook lid was van het Yale String Quartet. In 1972 werd hij adjunct-professor aan de Boston University in Massachusetts. Later onderwees hij aan het New England Conservatory of Music in Boston en aan het Mannes College of Music in New York. Tot zijn leerlingen behoorden onder andere Nobuko Imai en Kim Kashkashian. In 1963 werkte hij een tournee af in het Midden-Oosten.
Sinds de jaren 1950 wijdde hij zich aan de barokmuziek (Viola d'amore). Hij reconstrueerde het vioolconcert van Johann Baptist Vanhal. Bovendien was hij tijdens zijn leven geïnteresseerd in de eigentijdse muziek. Zo bracht hij meerdere werken van Luciano Berios in première. Simon Bainbridge wijdde aan hem zijn vioolconcert. Vervolgens voerde Trampler werken van onder andere George Perle, Marc Neikrug, Larry Austin en Vincent Persichetti op. In 1972 aanvaardde hij met het Cleveland Orchestra de Amerikaanse première van Hans Werner Henzes vioolconcert. Trampler speelde op een altviool van Samuel Zygmuntowicz.

## Privéleven en overlijden
Trampler was vier keer getrouwd en was vader van twee kinderen. Een deel van zijn erfenis wordt bewaard in de Music Division van de New York Public Library. Walter Trampler overleed in september 1997 op 82-jarige leeftijd.